# Naprepa adusta
Naprepa adusta är en fjärilsart som beskrevs av Rothschild 1917. Naprepa adusta ingår i släktet Naprepa och familjen silkesspinnare. Inga underarter finns listade i Catalogue of Life.